# Gemeinschaftskraftwerk Hannover

Überwachungs- und Steuerungszentrum

Das Gemeinschaftskraftwerk Hannover (GKH), auch Kraftwerk Stöcken genannt, ist ein Heizkraftwerk (Steinkohle) im hannoverschen Stadtteil Stöcken. Es wird von den Stadtwerken Hannover und der VW Kraftwerk GmbH (VWK) betrieben.

## Beschreibung
Das Kraftwerk liegt am Nordhafen und nahe der Bundesautobahn 2. Es hat seinen Standort unmittelbar zwischen den Fertigungsanlagen des Volkswagenwerks Hannover (VW Nutzfahrzeuge) und der Continental AG. Auf dem Kraftwerksgelände befindet sich ein Umspannwerk.
Das Gemeinschaftskraftwerk Hannover liefert Strom und Fernwärme. Der Prozess- und Raumwärmebedarf des Volkswagenwerkes wird durch das Heizkraftwerk gedeckt, ebenso die Grundlast an Fernwärme und Strom für das Versorgungsgebiet der Stadtwerke Hannover. Es ist das größte Kraftwerk der Stadtwerke Hannover. Hauptzweck des Heizkraftwerks ist die Wärmeproduktion, größtenteils Fernwärme für rund ein Viertel der Menschen in Hannover, aber auch Wärmeprodukte für Industriebetriebe. Die im GKH erzeugten Strommengen werden wie auch die des Heizkraftwerks Linden am Großhandelsmarkt oder an Geschäftskunden der enercity AG vertrieben.
Betrieben wird das Kraftwerk mit Steinkohle. Mehr als 90 % der Kohle werden per Schiff über den Mittellandkanal angeliefert, der Rest per Bahn. Das Kraftwerk ist ausgerüstet mit einer Rauchgasentschwefelungs-, Rauchgasentstickungs- sowie einer Staubabscheidungsanlage. Das Kohlekraftwerk emittiert im Jahr 1,2 Mio. t CO2 (2020)  und ist damit der größte CO2-Emittent in Hannover. Das Gemeinschaftskraftwerk Hannover besitzt mit seinen beiden rund 80 m hohen Kesselhäusern und dem 80 m hohen Kühlturm eine auffällige Architektur. Die Kesselhäuser haben bogenförmige Dachabschlüsse und eingezogene Ecken erhalten, was den kompakten Baukörpern ein schlankes Aussehen verleihen soll. Die Treppenhäuser sind verglast, einige Fenster weisen die Form eines Bullauges auf. Dadurch erinnert das Gebäude aus vielen Perspektiven an Schiffsaufbauten. Realisiert wurde das Kraftwerk von den Architekten Bertram + Bünemann aus Hannover. Der Kamin verfügt über eine Höhe von 100 m.
Die Generatoren erzeugen Spannungen von 10,5 Kilovolt, die auf die Spannung des 110-kV-Hochspannungsnetzes hochtransformiert werden.

## Wirkungsgrade und Leistungen
Das Kraftwerk arbeitet nach dem Prinzip der Kraft-Wärme-Kopplung. Die aus dem Prozess ausgekoppelte Wärme wird unter anderem als Fernwärme für Haushalte eingesetzt. Beim Volkswagenwerk Hannover wird sie auch als Prozesswärme genutzt. Da die gleichzeitige Produktion von Strom und Fernwärme die Ausnutzung der Primärenergie deutlich erhöht, erreicht das Kraftwerk einen Brennstoffnutzungsgrad von bis zu 88 % und im Jahresmittel ca. 60 %. Die Feuerungswärmeleistung beider Kraftwerksblöcke liegt bei 750 Megawatt thermisch. Bei maximaler Wärmeauskopplung von 425 MWth beträgt die elektrische Leistung 230 MW. Die maximal mögliche elektrische Leistung beträgt 300 MW.

## Geschichte
Die Entstehung des Kraftwerks beruht darauf, dass Anfang der 1980er Jahre ursprünglich drei Unternehmen (Stadtwerke, VWK und Continental) ihre eigenen Kraftwerksanlagen aufgrund der schärferen Umweltschutzgesetzgebung erneuern mussten. Ein gemeinsames Heizkraftwerk war dabei wirtschaftlicher als drei Einzelanlagen. 1984 wurde der Beschluss zu einem neuen, gemeinsamen Heizkraftwerk gefasst. Innerhalb von rund dreieinhalb Jahren Bauzeit wurde das Projekt realisiert. Um die Versorgungssicherheit zu garantieren, wurde eine Doppelblockanlage konzipiert.
2008 und 2009 wurden nach annähernd 20 Jahren Betriebszeit mehrwöchige große Revisionen und Runderneuerungen des Kraftwerkes durchgeführt, die nach 80.000 Betriebsstunden fällig sind. Die Strom- und Wärmeversorgung von Hannover sowie der angrenzenden Industriebetriebe wurde aufrechterhalten, da jeweils nur an einem der beiden Blöcke gearbeitet wurde.
Am 20. September 2009 führte das Kraftwerk aus Anlass seines 20-jährigen Betriebs einen Tag des offenen Kraftwerks durch.
Seit Ende 2008 betreiben die Stadtwerke Hannover hier ihr Enercity HolzenergieCenter Hannover. Jährlich werden rund 2.500 Tonnen Brennholz mit Fernwärme aus dem Kraftwerk vor Ort getrocknet. Innerhalb weniger Tage hat das Holz eine optimale Restfeuchte von 15 bis 20 %.
Im Jahr 2010 ist die Continental AG aus der Kraftwerksgesellschaft ausgestiegen. Die Anteile wurden von den Stadtwerken Hannover übernommen.

### Kohleausstieg und Stilllegung
2019/20 entwickelte enercity ein Konzept zum Kohleausstieg, um den Anteil fossiler Energieträger bei der Wärmeerzeugung zu reduzieren. Danach wird der erste Block des GKH bis 2025 durch ein neues Biomasseheizwerk ersetzt. Für spätestens 2030, sobald alle erneuerbaren Ersatzanlagen in Betrieb sind, ist die Abschaltung des gesamten Heizkraftwerks geplant. Das 2020 gegründete Bürgerbegehren hannover erneuerbar setzt sich für eine Abschaltung schon im Jahr 2026 ein. Am 15. Juli 2021 stimmte der hannoversche Rat einer Vereinbarung zwischen der Enercity AG, hannover erneuerbar und der Stadt zu, in der sich die Enercity AG verpflichtete, nachprüfbar so schnell es geht und nach Möglichkeit 2026 das Kohlekraftwerk vollständig stillzulegen bzw. keine Kohle mehr einzusetzen.

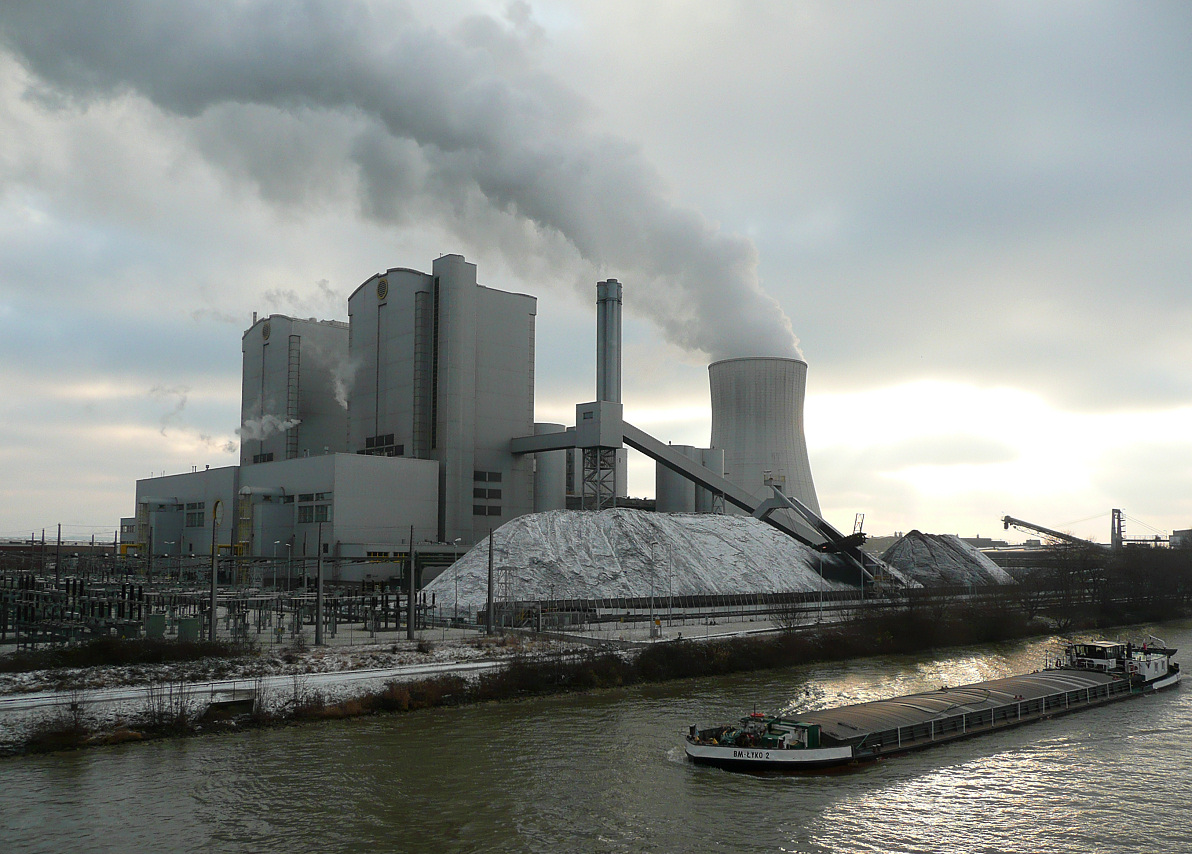
Die Kohle wird fast ausschließlich per Schiff über den Mittellandkanal angeliefert
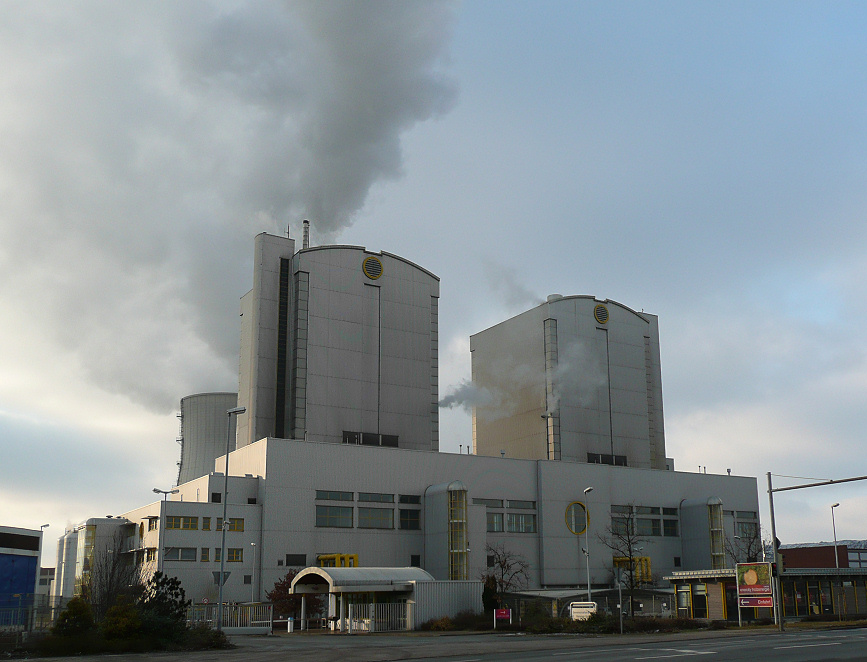
Eingang zum Kraftwerk mit den beiden Kesselhäusern
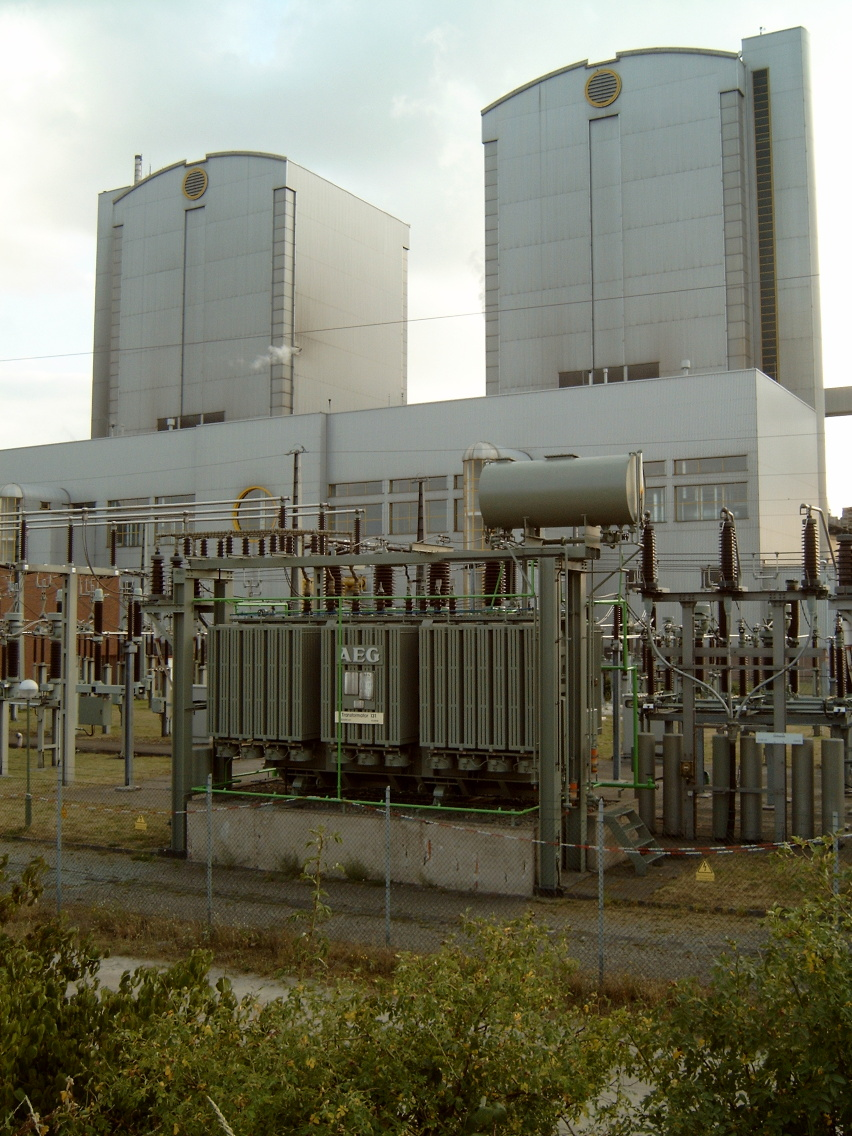
Transformator im Umspannwerk
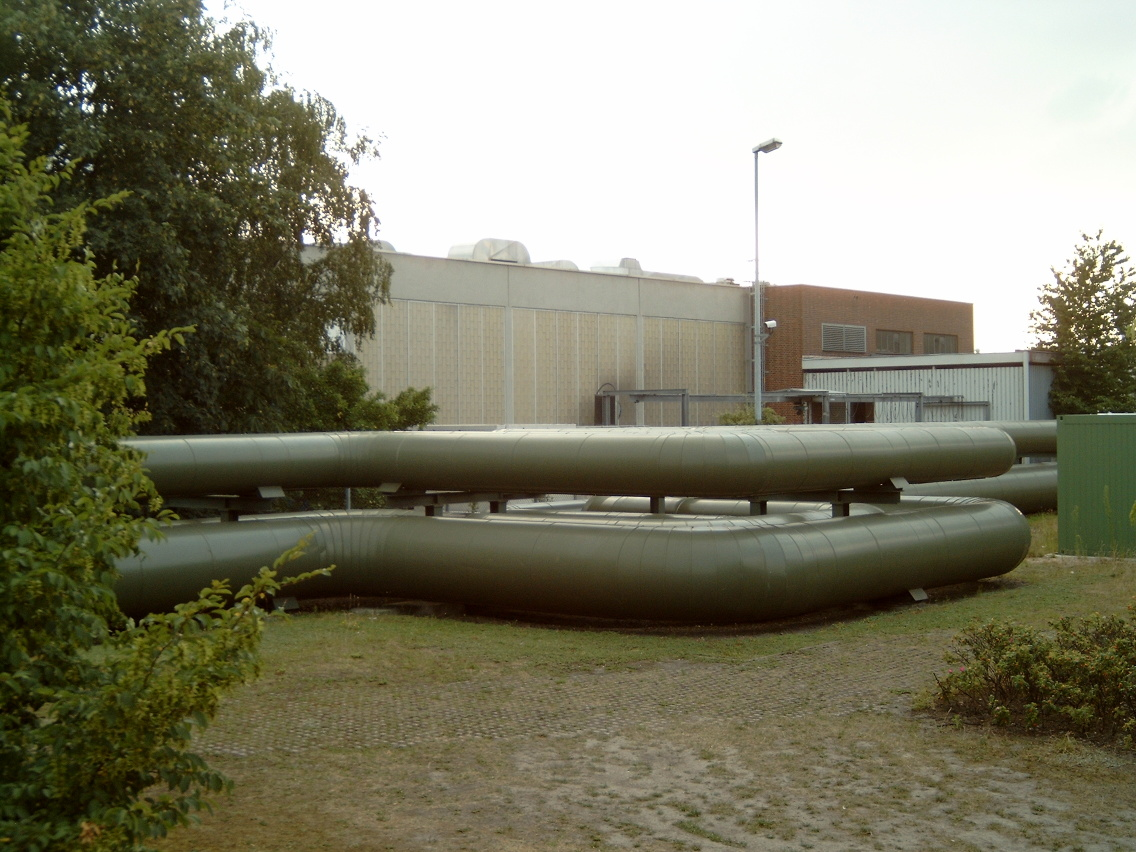
Fernwärme-Hauptleitungen mit U-Bögen zur Dehnungskompensation

## Weitere Kraftwerke der Stadtwerke Hannover (enercity)
- Heizkraftwerk Linden
- Kraftwerk Herrenhausen